# Gasteria disticha
Gasteria disticha är en grästrädsväxtart som först beskrevs av Carl von Linné, och fick sitt nu gällande namn av Adrian Hardy Haworth. Gasteria disticha ingår i släktet Gasteria och familjen grästrädsväxter.

## Underarter
Arten delas in i följande underarter:
- G. d. disticha
- G. d. langebergensis
- G. d. robusta

## Bildgalleri

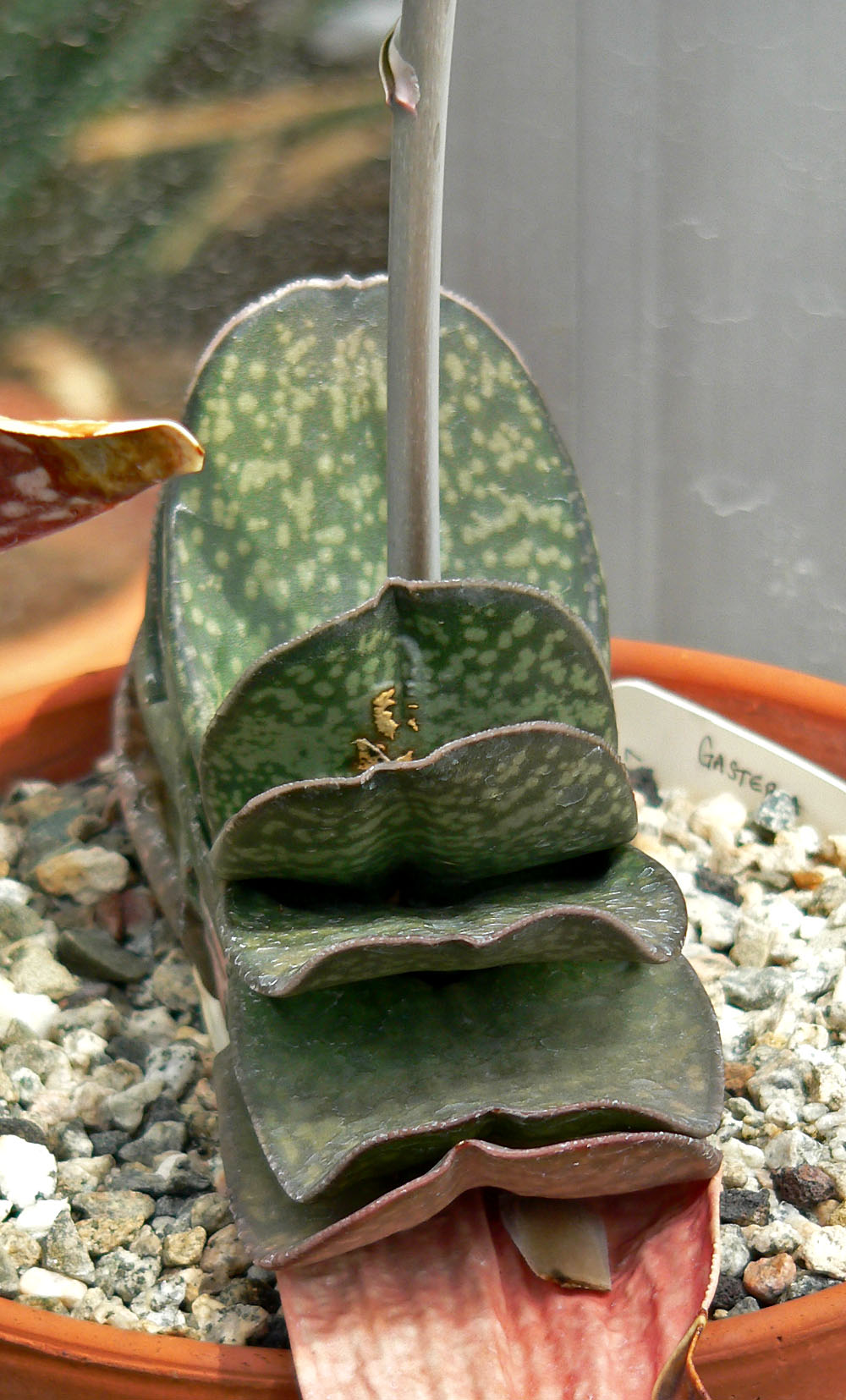
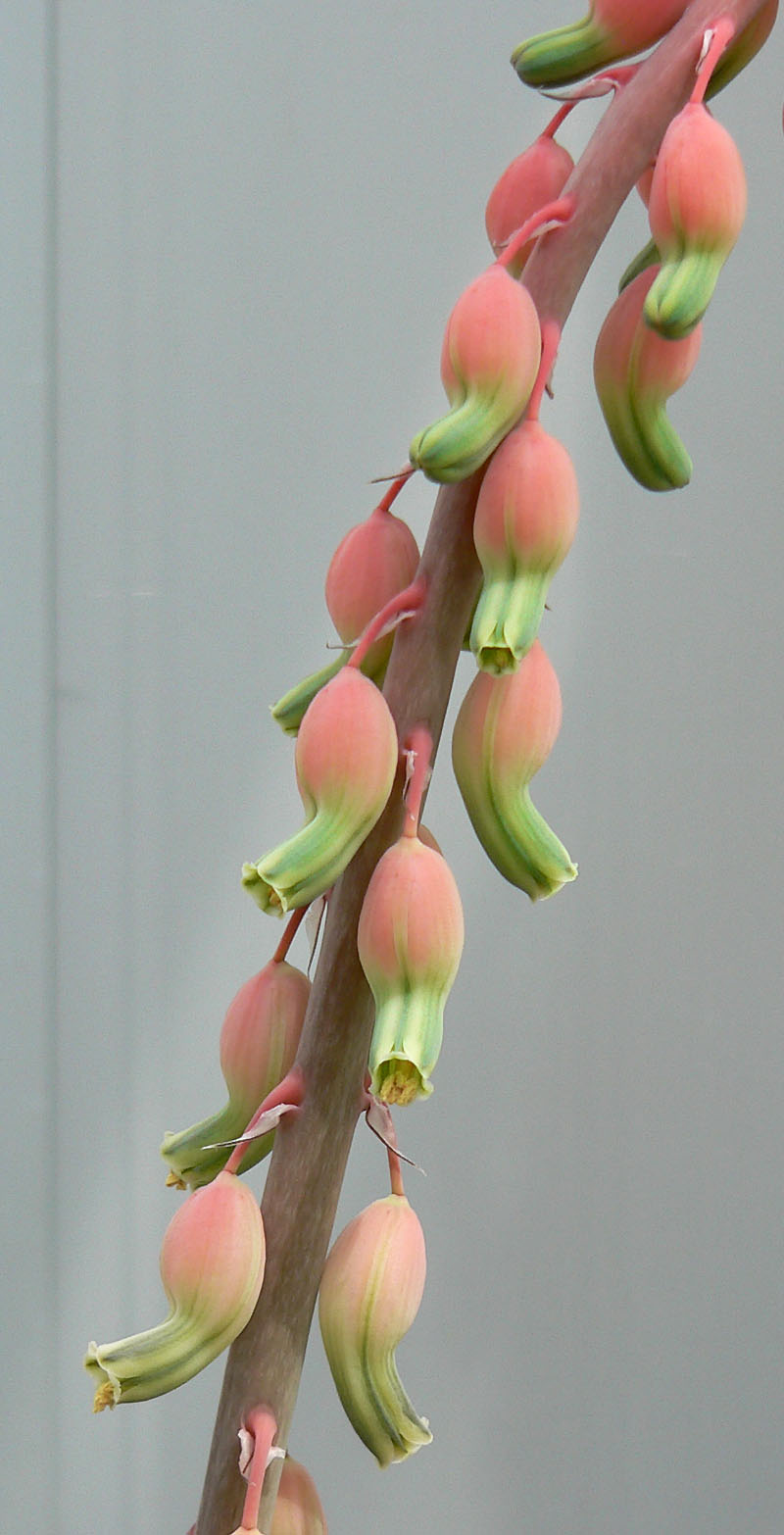
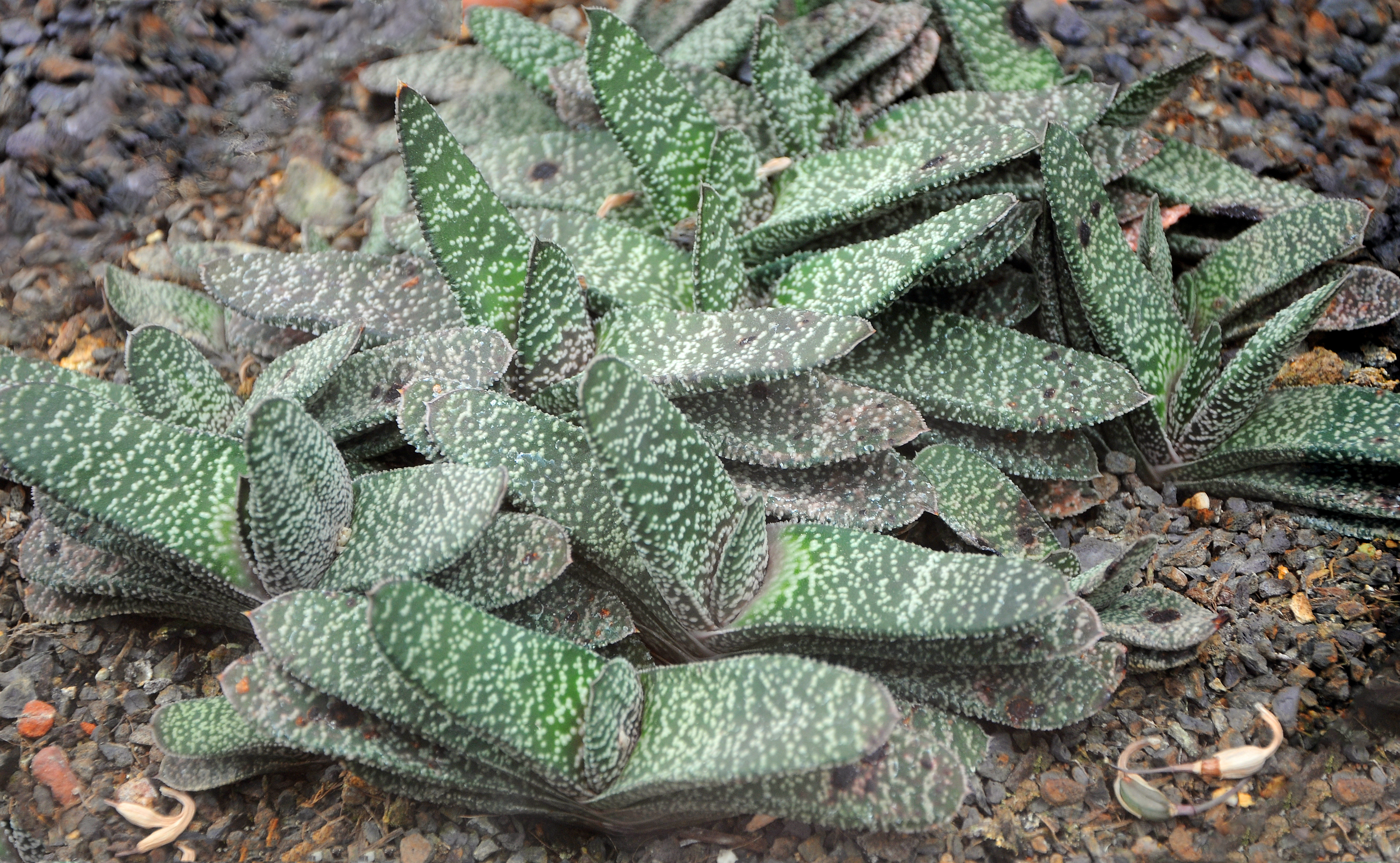